# Hogna lenta
Hogna lenta är en spindelart som först beskrevs av Nicholas Marcellus Hentz 1844.  Hogna lenta ingår i släktet Hogna och familjen vargspindlar. Inga underarter finns listade i Catalogue of Life.